# Armadale SC
Der Armadale Soccer Club (kurz Armadale SC) ist ein australischer Fußballverein aus Armadale. Der Klub spielt seit 2005 in der höchsten Spielklasse des Bundesstaates Western Australia.

## Geschichte
Der Verein wurde 1972 unter dem Namen Armadale Park gegründet. 1997 fusionierte man mit Armadale City zum Armadale SC. 2005 stieg man erstmals in die höchste westaustralische Spielklasse auf und hält sich seither dort, trotz regelmäßiger Platzierungen in der unteren Tabellenhälfte. 2014 und 2015 belegte man jeweils den letzten Tabellenplatz, durfte allerdings beide Male in der Liga verbleiben, weil entweder kein Absteiger vorgesehen war (2014) oder weil der potentielle Aufsteiger keine Lizenz für die NPL erhielt (2015).